# Cap de Creus

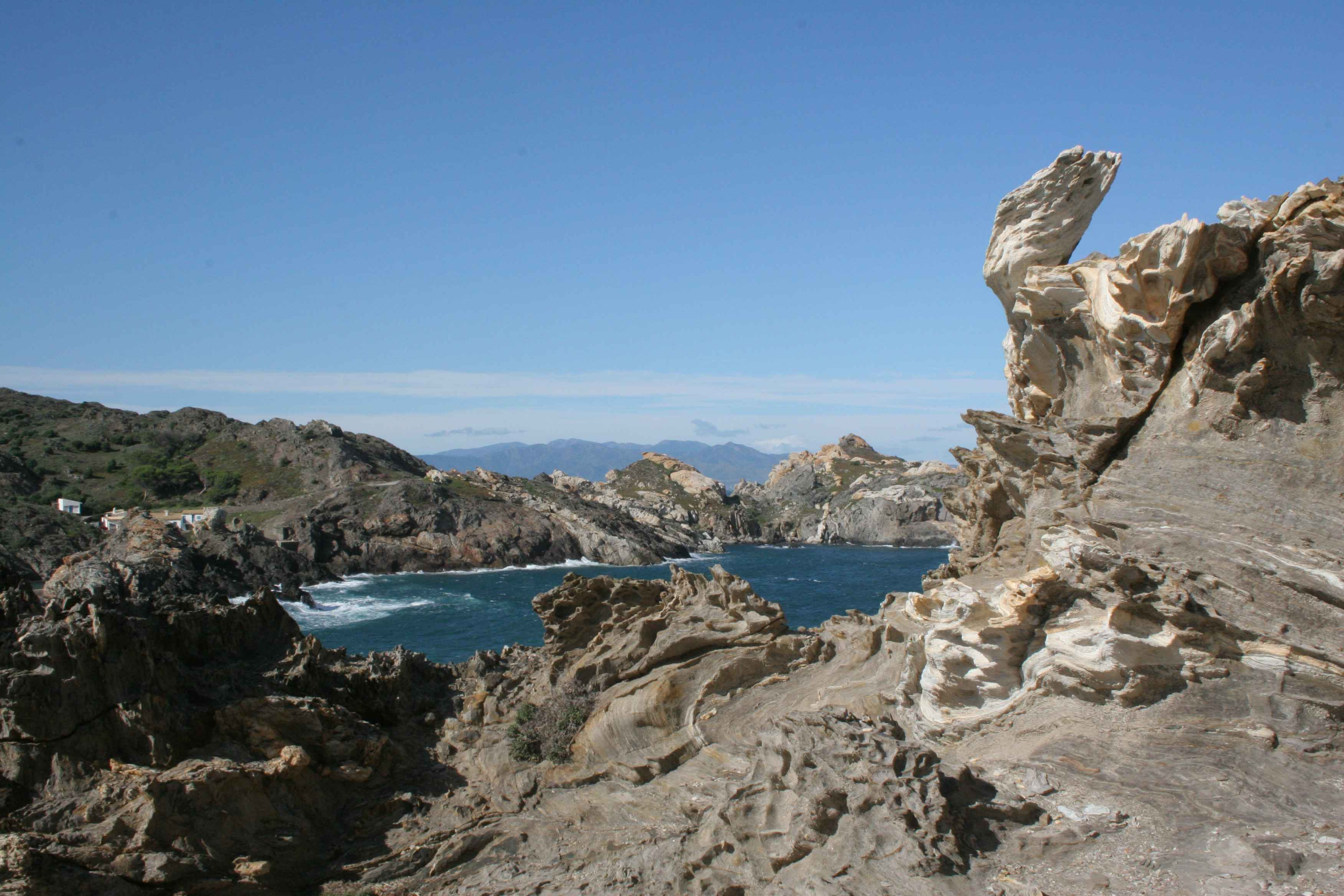
Paesaggio del Cap de Creus

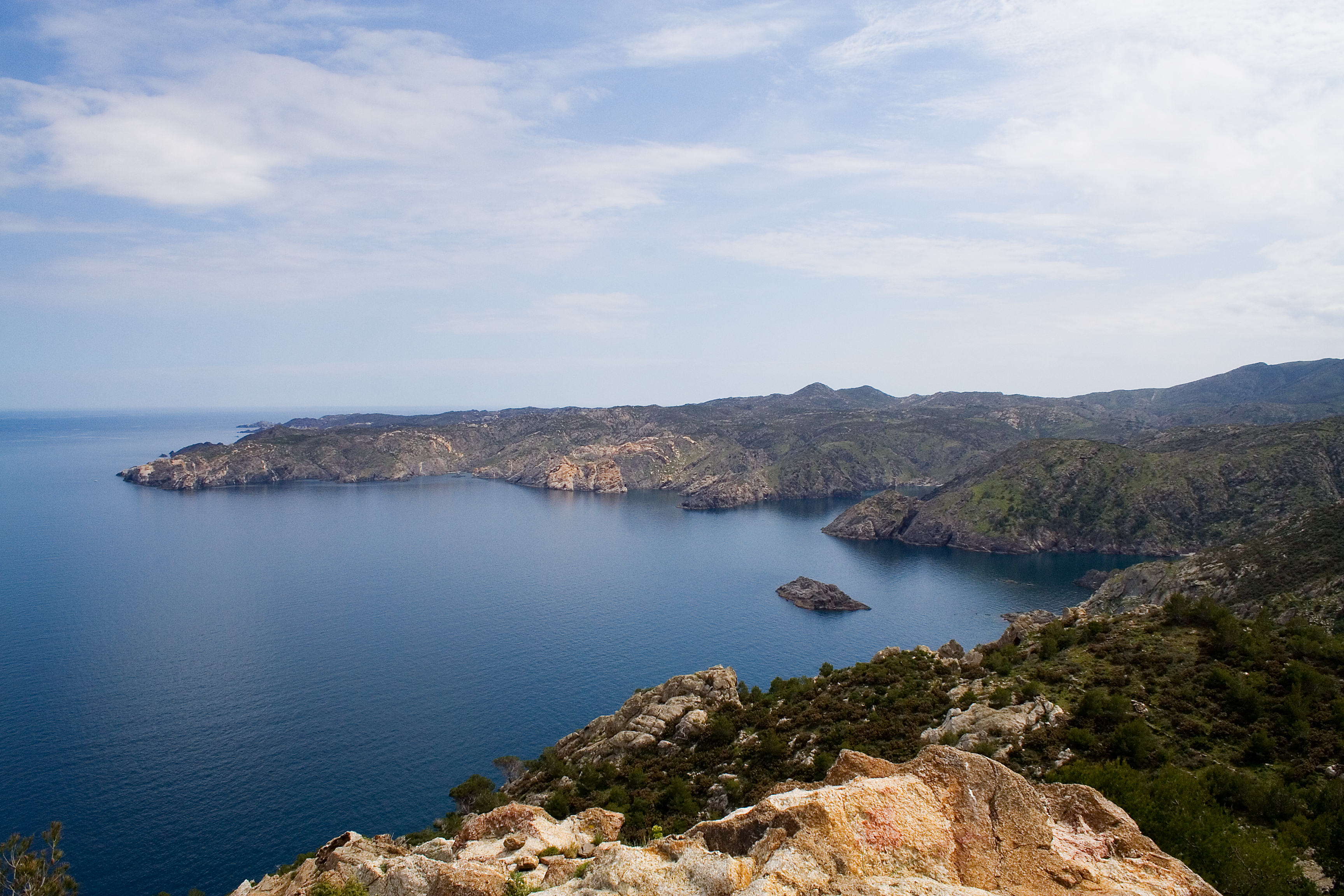
El Golfet visto dal Cap de Creus

Il Cap de Creus (in italiano Capo delle Croci, in spagnolo Cabo de Creus) è un capo della Spagna nordorientale, posto a circa 25 km dal confine francese, il punto più a est della Catalogna e della penisola iberica.

## Descrizione
È una penisola di 190 chilometri quadrati di uno straordinario valore paesaggistico, affacciata sul Mar Mediterraneo nord-occidentale. La regione è spesso battuta da un forte vento di tramontana che ha spesso causato diversi naufragi.
La leggenda narra che il Cap de Creus fu creato da Ercole e la città più vicina è Figueres, capitale dell'Alt Empordà e luogo di nascita di Salvador Dalí, mentre la località più nota è Cadaqués, buen retiro di artisti e scrittori di tutto il mondo e luogo con un'atmosfera snob e sofisticata, vicino a Port Lligat dove Dalí costruì la sua dimora.
Altro luogo interessante da visitare anche dal punto di vista balneare è El Port de la Selva, con ottimi ristoranti e piacevoli terrazze e il Monastero di Sant Pere de Rodes che, dai suoi 500 metri di altitudine, permette una spettacolare vista del capo e dei Pirenei.